# Heidi (1952)
Heidi ist ein Schweizer Schwarzweissfilm aus dem Jahr 1952. Er basiert frei auf dem gleichnamigen Heidi-Roman von Johanna Spyri. Regie führte Luigi Comencini, die Titelrolle spielt Elsbeth Sigmund. Heinrich Gretler ist als Alp-Oehi zu sehen, Thomas Klameth als Geissenpeter, Isa Günther als Klara Sesemann und Willy Birgel als Konsul Sesemann. Theo Lingen spielt den Diener Sebastian, der Heidi im vornehmen Haus Sesemann zur Seite steht, und Carl Wery den verständnisvollen Hausarzt. Die Filmfirma titelte seinerzeit Heidi – Sehnsucht nach der Heimat.
Gedreht wurde im Kanton Graubünden in Bergün und in dessen Ortsteilen Latsch und Stuls sowie auf der Filisurer Alp Falein.
Der Echograd, wo Heidi und Peter das Echo herausfordern, wurde auf der Fuorcla Surlej gedreht. (Die Fuorcla Surlej ist beim Berg Corvatsch oberhalb Silvaplana-Surlej).

## Handlung
Heidi lebt bei ihrem Großvater, dem Alp-Öhi, in der Abgeschiedenheit der Schweizer Berge, wo sie eine schöne Zeit, auch zusammen mit dem kleinen Geissenpeter, verbringt.
Der Dorfpfarrer besucht den Bergbauern. Er bittet ihn, zusammen mit Heidi ins Dorf zu kommen, da die neuen Kirchenglocken aufgehängt werden sollen. Rund ums Glockenaufhängen wird ein Dorffest veranstaltet und traditionsgemäß ist es Sache der Kinder, beim Aufhängen der Glocken zu helfen und Heidi soll dabei nicht fehlen. Außerdem könne sie sich bei dieser Gelegenheit gleich mit den Kindern des Dorfes anfreunden, da sie ohnehin bald die Dorfschule besuchen müsse. Der Alp-Öhi ist davon gar nicht begeistert, da er sich mit der Dorfbevölkerung zerstritten hat. Diese wirft ihm vor, an einem Feuer schuld zu sein, bei dem fünf Häuser und der Kirchturm abgebrannt sind. Tatsache aber ist, dass der Öhi weder das Feuer verursacht hat noch sonst daran Schuld trägt, sondern sogar bei den Rettungsarbeiten seinen einzigen Sohn, Heidis Vater, verloren hat. Kurze Zeit später starb auch Heidis Mutter aus Kummer über den Verlust.
Tante Dete, einer Schwester von Heidis Mutter, wurde das Sorgerecht für Heidi übertragen. Als sie eine Stelle in einem Haushalt in Frankfurt antreten wollte, hat sie Heidi kurzerhand dem Alp-Öhi überlassen.
Später erinnert sich Dete an das Kind. Sie ist im herrschaftlichen Hause Sesemann in Frankfurt als Köchin angestellt. Herr Sesemann sucht für seine Tochter Klara eine Gefährtin, denn Klara ist seit ihrer Diphtherieerkrankung gelähmt und an den Rollstuhl gebunden. Diese Rolle einer Gefährtin für Klara soll nun Heidi übernehmen. Kurzerhand überlistet Dete den Alp-Öhi und entführt Heidi nach Frankfurt.
Mit Klara freundet sich Heidi schnell an und hilft ihr, wo sie kann. Für Klaras Gouvernante allerdings, das vornehm-zimperliche Fräulein Rottenmeyer, ist Heidi in ihrer unverbildeten Natürlichkeit der pure Schrecken. Die anderen Bediensteten, allen voran der Hausdiener Sebastian, sind von Heidis Herzlichkeit sehr angetan.
Und dann geschieht so etwas wie ein kleines Wunder: Klara, durch Heidis liebevolle Zuwendung erstarkt, kann eines Tages wieder selbstständig die ersten Schritte gehen. Als Herr Sesemann von einer längeren Reise zurückkehrt, kann er sein gesundes Kind freudestrahlend in die Arme schließen. Aus Dankbarkeit will er Heidi, die dieses Wunder vollbracht hat, an Kindes statt annehmen. Aber die Sehnsucht nach der Heimat und dem Großvater lässt das Mädchen nicht los.
Nachdem Heidi schlafwandelt und sogar ernsthaft erkrankt, gibt der verständnisvolle Arzt Classen, ein guter Freund des Sesemannschen Hauses, Herrn Sesemann den Rat, Heidi in ihre Heimat zum Großvater zurückkehren zu lassen. Und so geschieht es. Zuvor geben sich die Freundinnen das feste Versprechen, dass Klara Heidi in den Ferien besuchen kommt.
Die Streitigkeiten zwischen dem Alp-Öhi und den Dorfbewohnern werden beigelegt und an einem Sonntag betritt der Großvater mit Heidi an der Hand die Dorfkirche.

## Produktion

### Entstehung des Filmes
Als sich die Produktionsfirma Praesens-Film («Es geschah am hellichten Tag») 1950 durch Insolvenzprobleme kämpfte, fasste man den Entschluss für ein schnell realisierbares Projekt, das unkompliziert, volksnah und billig in der Produktion sein sollte. Man besann sich auf den Welterfolg, den Johanna Spyri mit ihrem Kinderbuch Heidi hatte. Der Stoff war schon 1937 mit Shirley Temple verfilmt worden, dieser Verfilmung war aber kein grosser Erfolg beschert. Mit der Verfilmung durch Praesens-Film wagte sich die Schweiz an die erste deutschsprachige Verfilmung überhaupt.
Bei der Vergabe der Regie entschied man sich für Luigi Comencini (1916–2007), einen Italiener mit Schweizer Abstammung, da Leopold Lindtberg («Wachtmeister Studer») es ablehnte, die Regie bei der geplanten Verfilmung zu übernehmen. Comencini hatte bereits erfolgreich mit Kindern gearbeitet. Inszenierungen mit Waisenmädchen im Stile eines Berg- und Heimatfilms mit der Idylle von Bergen, Tälern und Alphütten kamen zur damaligen Zeit beim Publikum gut an.
Auf der Suche nach den Kindern (Heidi und Peter) besuchte Comencini zusammen mit Emil Berna (Kamera) und Uors von Planta (Produktionsleiter) etliche Dörfer und Schulen und drehte mit einer 16-mm-Kamera Aufnahmen von Kandidaten ohne Spielerfahrung. Mit Elsbeth Sigmund aus Kemptthal und Thomas Klameth aus Küsnacht hatte Comencini die für ihn ideale Besetzung gefunden; die erfolgreiche Probeaufführung mit den Kandidaten in einem vollbesetzten Kino in Zürich überzeugte auch die Produzenten von der Richtigkeit seiner Wahl. Die weiteren Rollen wurden mit vielen beliebten Schweizer Darstellern und, als Zugeständnis an den deutschen Markt, mit Schauspielern wie Willy Birgel, Theo Lingen (in einer typischen Dienerrolle) und Isa Günther (aus Kästners «Das doppelte Lottchen») besetzt.
Maienfeld als Schauplatz des Romans war bereits baulich zu stark verändert, weshalb vor allem in der Gegend von Bergün gedreht wurde. Auch bei den Aussenaufnahmen in Frankfurt musste man sich wegen der Trümmer des Zweiten Weltkrieges teilweise mit Aufnahmen von Basel und Fotomontagen behelfen. Als Atelier diente das Studio Bellerive in Zürich. Abgesehen von Bergün und Frankfurt entstanden weitere Aussenaufnahmen in Latsch GR, Pontresina und im Kanton Wallis. Die Bauten schuf Werner Schlichting, die Produktionsleitung lag in den Händen von Produzent Lazar Wechsler und Uors von Planta.

### Erfolg
Mit knapp 600'000 Franken war «Heidi» am Ende teurer als erwartet. Die Kosten wurden jedoch schnell wieder eingespielt, weil man wegen der umfassenden Werbung auch in Deutschland erfolgreich war (600'000 Besucher). Die Erfolge: Sehr lange Laufzeiten in der Schweiz (17 Wochen in Zürich), Einsatz von 300 Kopien in über 4'000 Kinosälen in den USA (trotz unbeholfener Synchronisation und Schwarz-Weiss-Film), Verkauf des Films in weitere Länder, verschiedene internationale Preise (Auszeichnung als bester Jugendfilm anlässlich der Biennale in Venedig).

### Veröffentlichung und Fortsetzung
Der Film hatte am 14. November 1952 Premiere in der Schweiz, in der Bundesrepublik Deutschland kam er am 23. Dezember 1952 in die Kinos, in Österreich unter dem Titel Heidi – Sehnsucht nach der Heimat im Januar 1953. Das ZDF strahlte den Film erstmals am 25. Dezember 1968 aus.
Die Universum Film GmbH brachte am 23. Oktober 2006 eine DVD dieser Verfilmung heraus.
1954 wurde mit denselben Darstellern eine Fortsetzung unter dem Titel «Heidi und Peter» gedreht. Hinzu kommt ein weiterer Film, «Heidi und ihre Freunde» aus dem Jahr 1953. Dieser steht allerdings in keinem inhaltlichen Zusammenhang mit den vorgenannten Heidi-Filmen, in dem ebenfalls in den Bergen spielenden Film stellen Elsbeth Sigmund und Heinrich Gretler ähnliche Rollen dar, wie in den anderen beiden Filmen.

## Kritik
Katja Hemmer vom SWR führte aus: „Die Schwarzweiß-Verfilmung von 1952 gilt als die beste aller Heidi-Adaptionen – und als der bekannteste Schweizer Film überhaupt. Regisseur Luigi Comencini setzt in seiner Inszenierung – ganz im Sinne der Machart von Berg- und Heimatfilmen – auf beeindruckende Bergaufnahmen, idyllische Täler, Alphütten und Bergbäche. […] Nach den Schrecken des 2. Weltkrieges und dem harten Wiederaufbau hatten die Menschen ein Bedürfnis nach Idylle, nach Beschaulichkeit und einem Happy End, das ihnen ja auch gewährt wird.“
Cinemas Urteil insoweit war identisch: „Der Schwarz-Weiß-Film von 1952 gilt noch immer als beste Adaption des Kinderbuch-Klassikers.“
Für das Lexikon des internationalen Films stellte sich der Film „in Stoff und Inszenierung konventionell“ dar, „doch wegen der natürlichen Darstellung durchaus ansprechend“. Auch dort lautete das Urteil: „Nach wie vor die beste Umsetzung des Kinderbuch-Klassikers.“

## Auszeichnungen
- 1952: Deutsche Film- und Medienbewertung (FBW) Prädikat: „Wertvoll“
- 1953: Biennale in Venedig „Bester Kinderfilm“
- Der Film wurde in die „Jahresbestenliste 1953 der Katholischen Filmliga“ aufgenommen.